# Selenova kislina
Selenova kislina je selenova okso kislina s kemijsko formulo H2SeO4, natančneje (OH)2SeO2.
Molekula kisline ima po teoriji o odboju elektronov na valenčni orbitali (VSEPR) tetraedrično strukturo s selenovim atomom v središču in kisikovimi atomi na ogliščih tetraedra.  Kislina kristalizira v ortorombskem kristalnem sistemu.

## Priprava
Zaradi nestabilnosti selenovega trioksida je sinteza selenove kisline z njegovim raztapljanjem v vodi nemogoča. Sinteza podobne žveplove kisline je zaradi obstojnosti žveplovega trioksida mogoča. Selenova kislina se zato pripravlja z oksidiranjem selenovih spojin v nižjih oksidacijskih stanjih.
Ena od možnosti je oksidacija selenovega dioksida z vodikovim peroksidom:
SeO
2  +  H
2O
2  →  H
2SeO
4
Trdna brezvodna kislina se pridobi z izparevanjem vode iz nastale raztopine v vakuumu  pri temperaturah pod 140 °C.
Selenovi kislino se pripravi tudi z oksidacijo selenaste kisline (H2SeO3) s halogeni, na primer s klorom ali bromom, ali s kalijevim permanganatom. Če se za oksidant uporabita klor ali brom, se morata nastala vodikov klorid oziroma vodikov bromid odstraniti iz raztopine, ker sicer reducirata selenovo kislino v selenasto kislino.
Selenovo kislino se lahko pripravi tudi z oksidacijo elementarnega selena v vodni suspenziji s klorom:
Se + 4 H
2O + 3 Cl
2 → H
2SeO
4 + 6 HCl

## Kemija
Selenova kislina je, podobno kot žveplova, močna higroskopna kislina, zelo dobro topna v vodi. V trdnem stanju veže eno ali dve molekuli kristalne vode. Monohidrat se tali pri 26 °C, dihidrat pa pri −51.7 °C.
Je močnejši oksidant kor žveplova kislina in lahko sprosti celo klor iz kloridnih ionov. Sama se pri tem reducira v selenasto kislino:
H
2SeO
4 + 2 H+
 + 2 Cl−
 → H
2SeO
3 + H
2O + Cl
2
Pri temperaturah nad 200  °C  razpade na kisik in selenasto kislino:
2 H
2SeO
4 → 2 H
2SeO
3 + O
2
Z barijevimi solmi tvori netopen barijev selenat (BaSeO4), ki je bolj topen od podobnega barijevega sulfata (BaSO4). Mnogo selenatov ima enako kristalno strukturo kot ustrezni sulfati.
V reakciji selenove kisline s fluorožveplovo kislino nastane dioksifluorid, ki ima vrelišče pri −8.4 °C:
H
2SeO
4  +  2 HO
3SF  →  SeO
2F
2  + 2 H
2SO
4
Vroča koncentrirana selenova kislina lahko raztaplja zlato, pri čemer nastane rdečkasto rumena raztopina zlatovega(III) selenata:
2 Au + 6 H
2SeO
4 → Au
2(SeO
4)
3 + 3 H
2SeO
3 + 3 H
2O

## Uporaba
Selenova kislina se uporablja kot reagent za ugotavljanje prisotnosti alkaloidov in oksidant.

## Učinki na zdravje
Selenova kislina močno draži kožo, dihala in sluznico. Na stičnih mestih povzroča opekline, zaužitje pa je običajno smrtonosno. Daljša izpostavljenost njenim solem lahko povzroči resne psihološke težave. Poškodovanci imajo po zastrupitvi pogosto trajne okvare.